# 内川あ也
内川 あ也（うちかわ あや、1957年〈昭和32年〉12月1日 - ）は、愛知県出身の日本の風水研究家。本名は内川 久美子（うちかわ くみこ）。

## 活動
「内川あ也」名義で、風水に基づく開運アドバイザーとして活動。自著では、活用運勢学研究家、風水文化研究家、符術風水研究家、開運アドバイザー、運勢デザイナーと述べている。
また、本名「内川久美子」名義でNPO文化総研に所属し、開運ショップ「魔法陣有限会社」の代表、日本運勢デザイン学院の学院長、国際符術風水学会の会長など、また内川流宗家として、内川流強開運風水研究所の所長を勤める。 

### 2007年東京都知事選挙への出馬
2007年4月8日に投開票が行なわれた2007年東京都知事選挙に本名名義で無所属の新人（同選挙唯一の女性候補でもあった）として立候補したが落選した（確定得票数21626票）。

### 研究成果の公表
- 香港における住宅等施設計画に対する風水師の対応について（共著:八木澤壯一,日本建築学会 第24回 「地域施設計画研究シンポジウム」,2006年7月20日）

## 著作

### 書籍
- 開運風水暦―好運をつかみ災いから身を守る
- 風水暦であなたの運勢が面白いほどわかる本('96)―すぐに役立つ毎日の好運・吉方位
- 新世紀版 毎日の運を開く風水暦。―好運をつかみ災いから身を守る
- あなたは、運のいい顔をしていますか―運のいい顔、いい手相の見分け方、創り方
- 風水で安心の家とインテリア―運がどんどんよくなる
- 内川あ也の陰陽入気符―癒しの風水符と幸せメッセージ
- 大亡殺―9精風水占術が明かす相性・財運・仕事運
- 「大好運」占い
- 幸せを招く赤ちゃんの名づけ事典
- 21世紀 幸せを招く赤ちゃんの名づけ事典
- 強運をつかむ社名のつけ方
- 超人気ホームページ 101の黄金律

### DVD
- 内川あ也の幸せのための風水 インテリア編